# 倫瓜薩克

倫瓜薩克（西班牙語：Lenguazaque）是哥倫比亞的城鎮，位於該國中部，由昆迪納馬卡省負責管轄，距離首府波哥大116公里，始建於1537年3月13日，面積154平方公里，海拔高度2,739米，2005年人口9,546。